# ابراهیم محلب
ابراهیم محلب (عربی: إبراهیم محلب؛ زادهٔ ۱۹۴۹) سیاست‌مدار مصری و نخست وزیر سابق جمهوری عربی مصر است.
عدلی منصور رئیس‌جمهوری مصر ابراهیم محلب وزیر مسکن را مامور تشکیل کابینه کرد و همچنان در زمان ریاست جمهوری عبدالفتاح سیسی رئیس‌جمهور جدید مصر در پست نخست وزیری مصر ابقا شد. در ۱۲ سپتامبر ۲۰۱۵ در پی فاش شدن فساد مالی در کابینه مصر، نخست وزیر این کشور استعفا کرد و این استعفا از سوی عبدالفتاح سیسی، رئیس‌جمهور پذیرفته شد.